# Велика Колумбия
Велика Колумбия (на испански: Gran Colombia) е историческа държава в Южна Америка, съществувала между 17 декември 1819 и 19 ноември 1831 г.
Тя е създадена като начален етап от неуспешния опит на Симон Боливар да образува държава, обхващаща цяла Латинска Америка, и включва територията на днешните Колумбия, Венецуела, Еквадор и Панама, както и части от Коста Рика, Перу, Бразилия и Гвиана. Тази територия съвпада приблизително със съществувалото до 1819 испанско вицекралство Нова Гранада. Велика Колумбия се разпада на Нова Гранада (бъдещата Колумбия), Венецуела и Еквадор едва 12 години след основаването си.
Официалното наименование на държавата е „Република Колумбия“, като „Велика Колумбия“ се използва в историографията, за да се разграничи историческата от съвременната държава.

## История
Симон Боливар, освободителят на испанските колонии в Южна Америка, и другите революционери от Първата Венецуелска република обикновено използват думата Колумбия за име на цялата испанска част на Америка до 1819 г., когато на конгреса в Ангостура думата става название на новата страна.
Първоначално на конгреса се предлага структура на федеративна република, състояща се от три департамента със столици в градовете Богота (департамент Кундинамарка), Каракас (департамент Венецуела), и Кито (департамент Кито). През 1819 г. бившите вицекралства още не са напълно освободени от колониалната зависимост.
Текстът на конституцията на новата република е предложен на конгреса в Кукута, и по нея, столицата е пренесена в Богота. В конституцията се предвижда висока степен на централизирано управление на страната, което е необходимо от гледна точка на координацията на военните усилия за отбрана на младата държава. Ето защо, текстът на конституцията е поддържан дори от редица убедени федералисти.
Утвърдено е ново административно деление (Венецуела, Кундинамарка и Кито са разделени на по-малки административни единици). Боливар е избран за президент на страната, вицепрезидент става Франциско де Паула Сантадер.
През първите години на съществуването си, Велика Колумбия помага на други територии, все още намиращи се под контрола на Испания и борещи се за независимост – Панама влиза в състава на федерацията през 1821 г., както и редица провинции на Кито и Венецуела. Перу също придобива независимост през 1824 г. с помощта на Велика Колумбия. През 1826 г. Боливар и Сантадер са преизбрани за втори мандат.